# Sender Höhbeck
Der Sender Höhbeck (interne Bezeichnung: Funkübertragungsstelle Gartow) ist eine Sendeanlage der Deutschen Telekom AG für Richtfunk sowie zur Verbreitung von UKW-Programmen. Sie befindet sich auf der bis zu 76 Meter über Normalnull hohen Erhebung des Höhbeck im Landkreis Lüchow-Dannenberg. Als Antennenträger werden ein 344 Meter hoher abgespannter Stahlfachwerkmast und als Richtfunkturm ein 44 Meter hoher Stahlbetonturm verwendet. Die Einzelteile des großen Mastes wurden in einer Geesthachter Werft gefertigt, verzinkt und mit Farbe beschichtet. Diese Bauteile wurden dann auf dem Höhbeck auf Betonfundamente montiert.
Bis zum 1. Juli 2008 wurde von der Sendeanlage auch analoges Fernsehen ausgestrahlt. Der dazu verwendete 324 Meter hohe Funkmast Gartow 1 wurde am 20. August 2009 gesprengt.

## Gartow 1
Der 324 m hohe Funkmast Gartow 1 wurde 1963 in einer stabilen Bauweise von der Deutschen Bundespost errichtet und war zum Teil an doppelten Pardunen abgespannt. Er diente zur Realisierung von Überhorizont-Richtfunkverbindungen für die Telefonverbindungen nach West-Berlin und trug im oberen Teil mehrere viereckige Gitterstrukturen, die die Richtfunkantennen darstellten. Gegenstation war der Fernmeldeturm Berlin-Schäferberg. Mit Richtantennen und hohen Sendeleistungen nutzte man den Beugungseffekt der Radiowellen aus.
Zusätzlich wurde vom Sender Gartow auf Kanal 21 analog das ZDF-Fernsehprogramm und auf UKW (102,2 MHz) mit 94 kW der Deutschlandfunk ausgestrahlt. Die Fernsehsender für das rbb Fernsehen und das NDR Fernsehen wurden Ende 2006 bzw. Anfang 2007 mit der Einführung von DVB-T stillgelegt. Die Einstellung der ZDF-Ausstrahlung und damit des gesamten Fernsehsendebetriebs vom Standort Höhbeck wurde am 1. Juli 2008 mit der Einführung von DVB-T im nördlichen Sachsen-Anhalt vollzogen.
| Kanal | Frequenz (MHz) | Programm                      | ERP (kW) | Sendediagramm rund (ND)/ gerichtet (D) | Polarisation horizontal (H)/ vertikal (V) |
| ----- | -------------- | ----------------------------- | -------- | -------------------------------------- | ----------------------------------------- |
| 21    | 471,25         | ZDF                           | 330      | ND                                     | H                                         |
| 35    | 583,25         | rbb Fernsehen (Brandenburg)   | 200      | D                                      | H                                         |
| 45    | 663,25         | NDR Fernsehen (Niedersachsen) | 440      | ND                                     | H                                         |

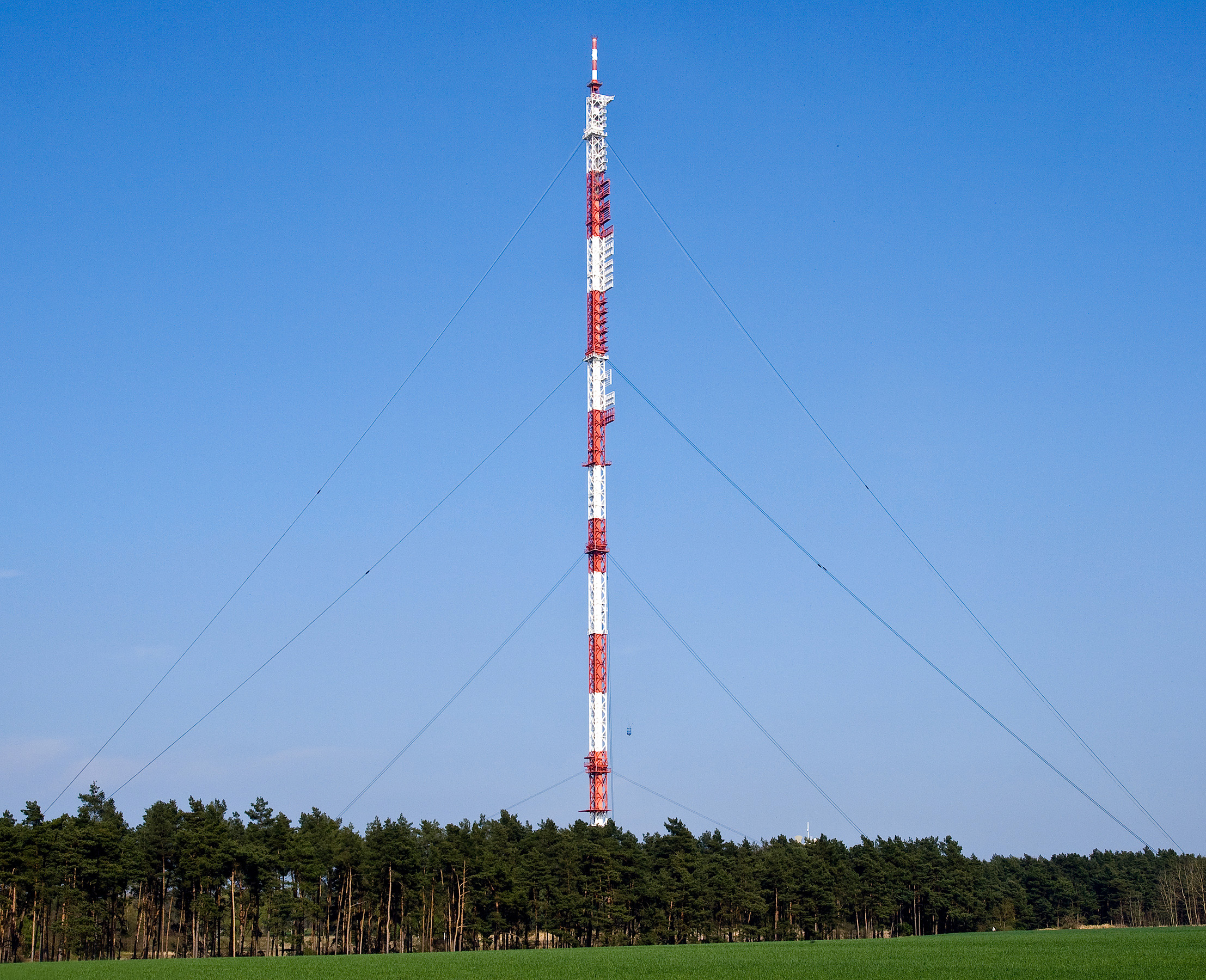
Funkmast Gartow 1
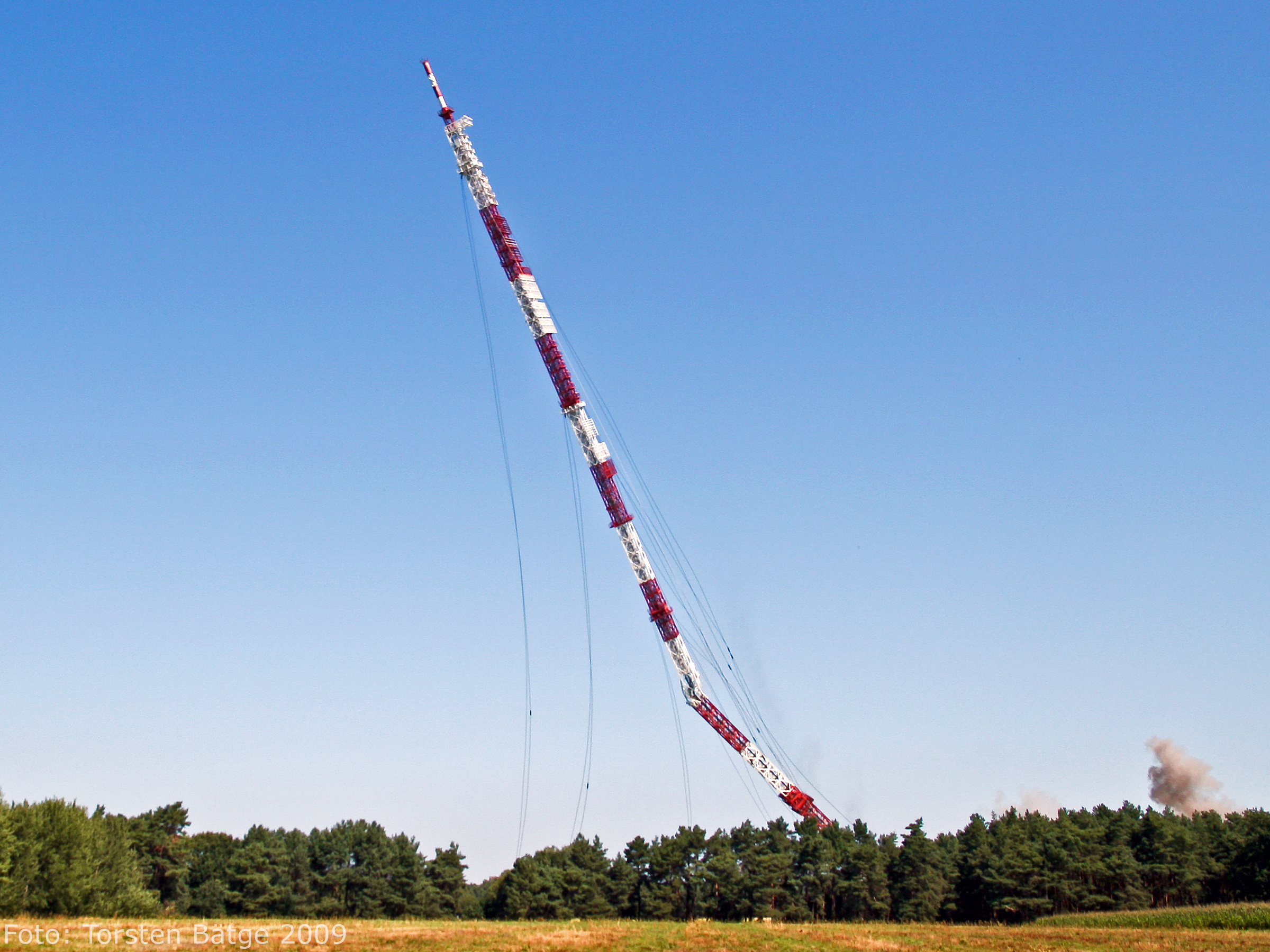
Sprengung des Funkmastes Gartow 1, August 2009
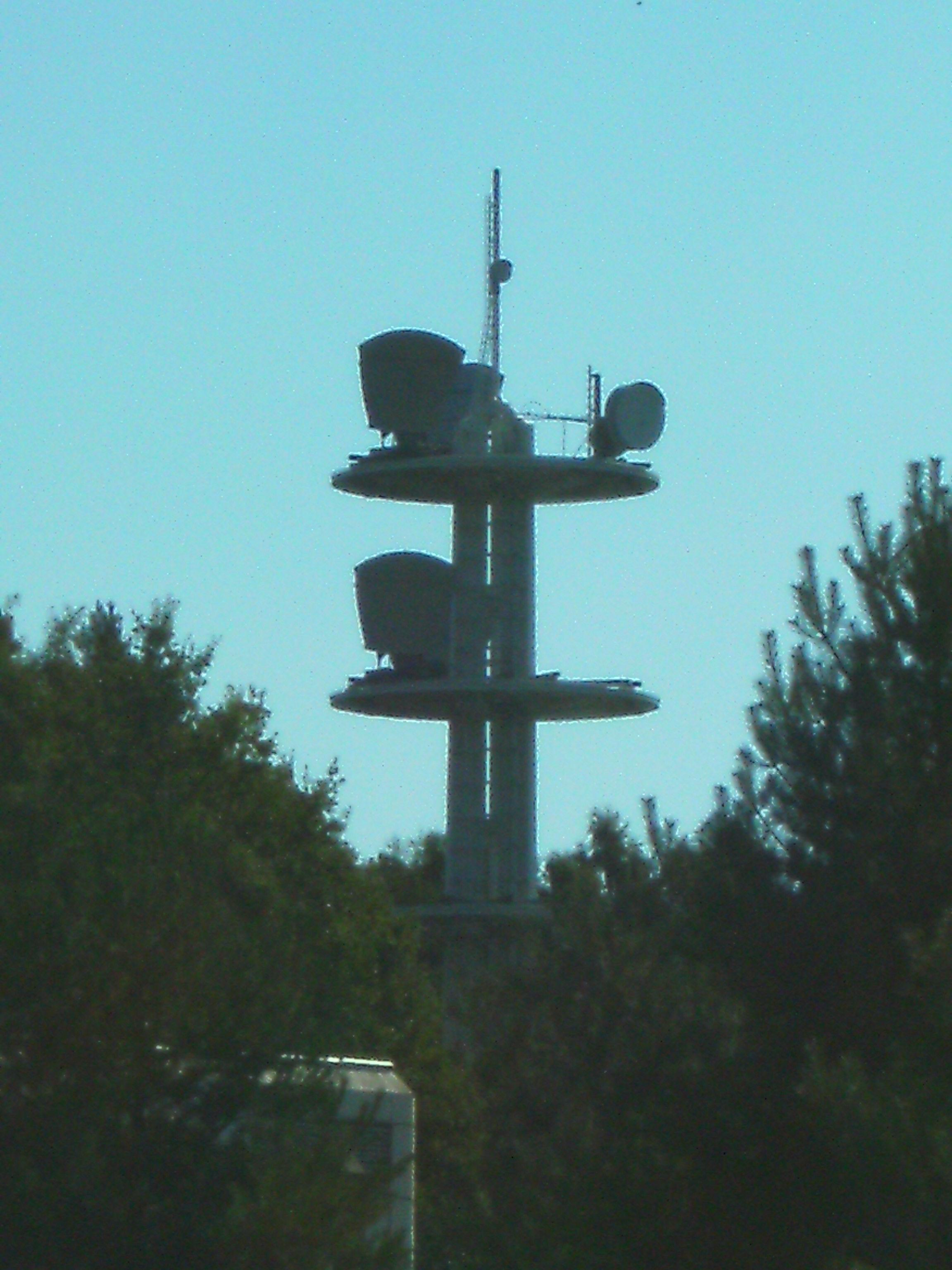
Fernmeldeturm Höhbeck

### Sprengung
Der funktionslos gewordene Stahlfachwerkmast wurde am 20. August 2009 gesprengt. Als Sprengmittel kamen drei Kilogramm Semtex Razor 40 zum Einsatz. Das Sprengmittel bestand aus 16 Schneidladungen, die an acht Pardunenlaschen angebracht wurden. Die Pardunen, mit denen der Mast in nordöstlicher Richtung abgespannt war, wurden damit am Pardunenfundament getrennt. Der Funkmast war noch nach Nordwesten und Süden abgespannt und fiel dadurch in südwestlicher Richtung über die Straße zwischen Brünkendorf und der Schwedenschanze. Geplant war eine Fallrichtung von 244 Grad.
Ursprünglich war eine Sprengung in der Silvesternacht 2008/2009 geplant. Der Funkmast enthielt jedoch einen hohen Anteil asbesthaltiger Substanzen, die zuvor entfernt werden mussten. Die Entfernung dauerte bis in das Frühjahr 2009 hinein. Dadurch entstand eine weitere Verzögerung, weil die Brut- und Setzzeit vom 1. März bis zum 15. Juli 2009 im Biosphärenreservat Niedersächsische Elbtalaue, in dem die Sendeanlage liegt, ebenfalls beachtet werden musste.

## Gartow 2

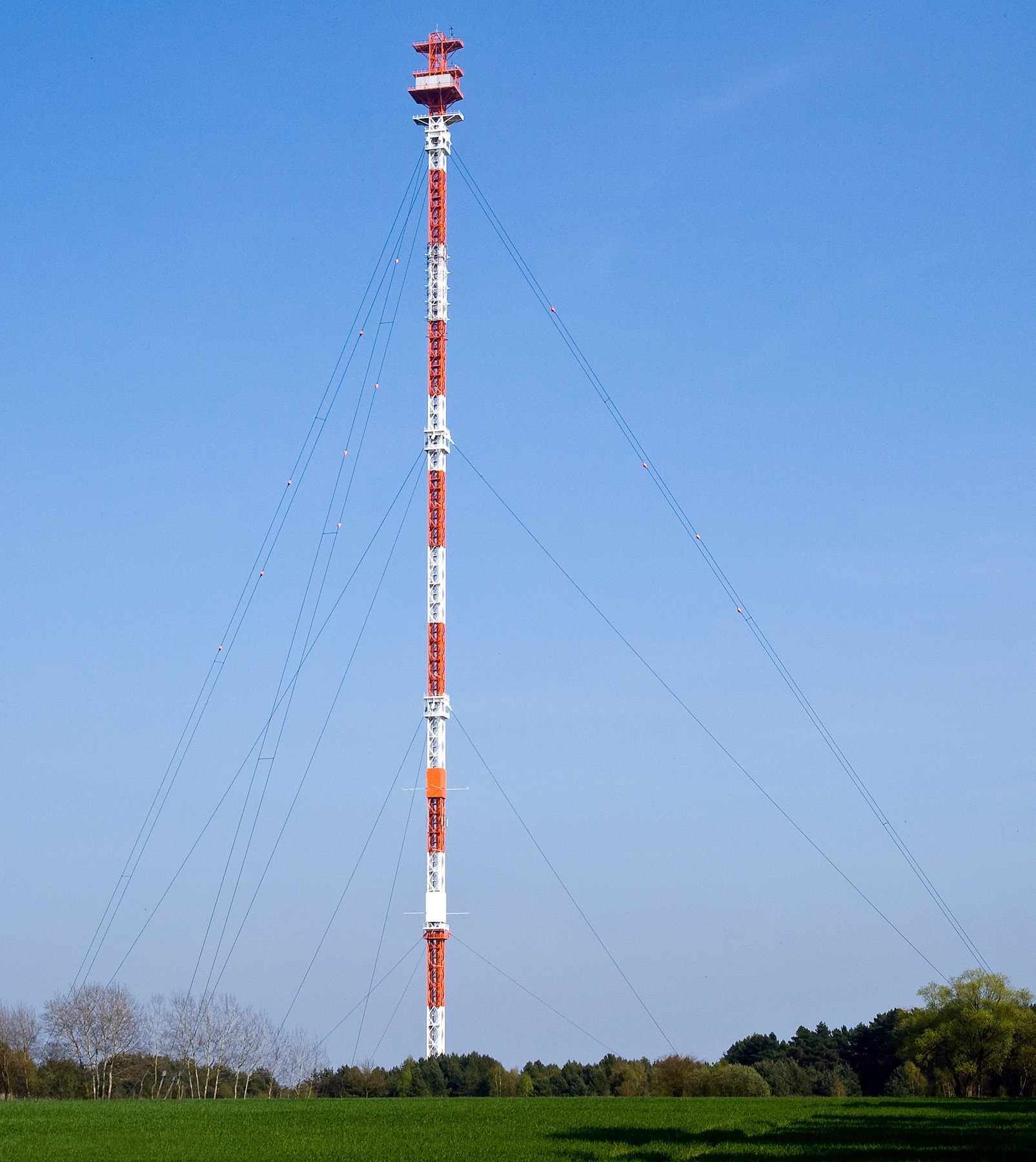
Funkmast Gartow 2

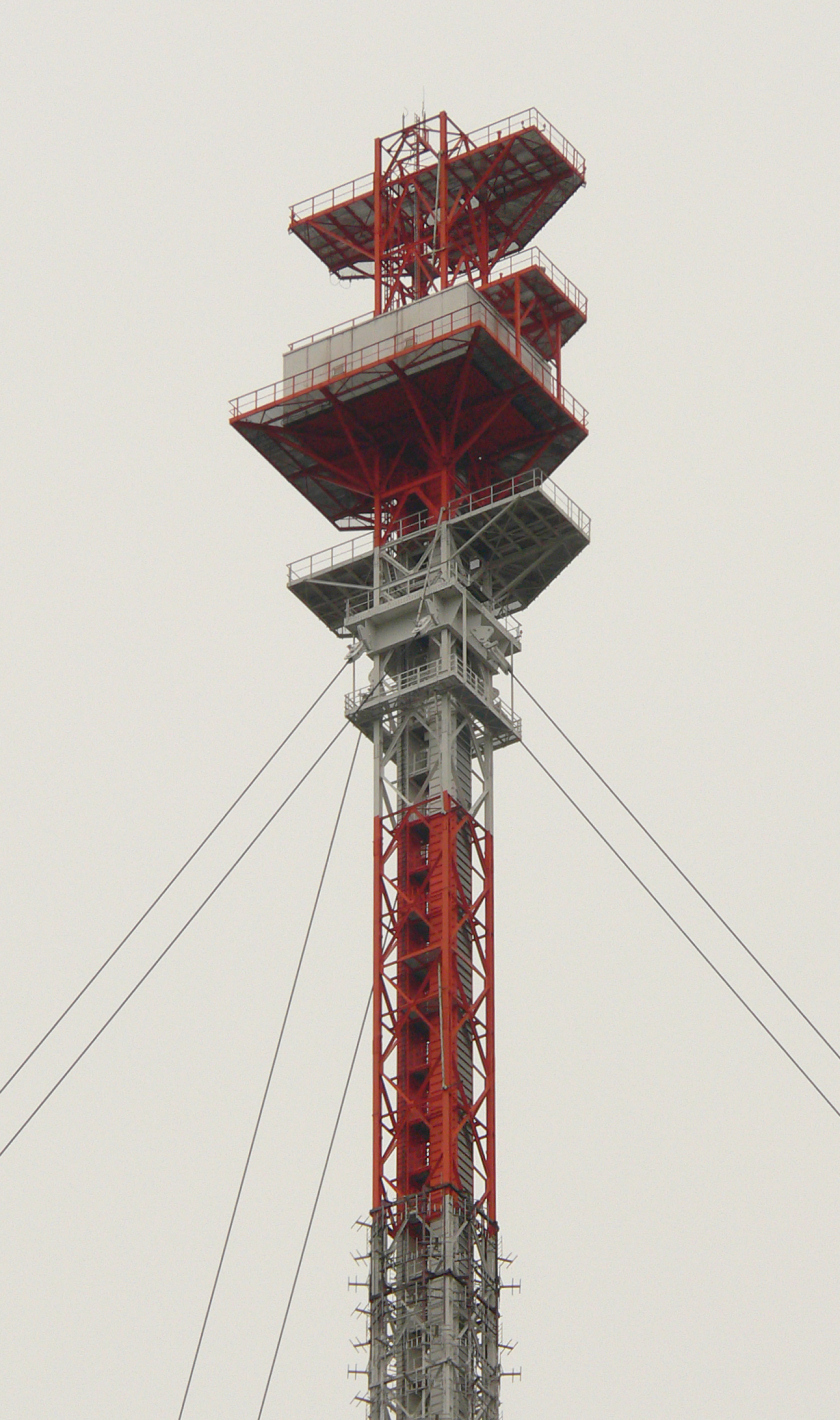
Detail der Spitze

Der 344 m hohe Funkmast Gartow 2 wurde von 1977 bis 1979 erbaut. Über ihn war ab Mai 1980 erstmals zum zeit- und baugleich errichteten Mast der Richtfunkanlage Berlin-Frohnau eine (Quasi-)Sichtverbindung für eine störungsarme Funkverbindung zwischen West-Berlin und Westdeutschland realisierbar. Bis zur Inbetriebnahme dieser Anlage war dies über das Territorium der damaligen DDR hinweg nur mit Hilfe der aufwendigen Technik des Überhorizont-Richtfunks möglich, die hohe Sendeleistungen und empfindliche Empfangsanlagen benötigte. Da dieser Mast die Richtfunkantennen auf der Spitze trug, wurde er in besonders schwerer Ausführung errichtet. Er ist in vier Höhen von 60 m, 132 m, 216 m und 312 m teilweise an doppelten Pardunen abgespannt und enthält mehrere geschlossene Betriebsräume sowie einen Aufzug für sechs Personen.
Dieser Mast ist seit 1989 außerdem mit einer Windmessanlage ausgestattet. Im Abstand von 18 Metern werden die Windgeschwindigkeiten und -richtungen mit Anemometern und Windrichtungsgebern gemessen. Zusätzlich sind Dehnungsmessstreifen an den Eckstielen des Mastes und den Anschlüssen der Pardunen angebracht, um die Mastbeanspruchung infolge Wind zu messen. Die Messanlage Gartow wird vom Institut für Stahlbau der Technischen Universität Braunschweig betrieben.
Der Betriebsraum in 325 Metern Höhe stellt den höchsten geschlossenen Raum über dem Erdboden bei einem Bauwerk im EU-Gebiet dar.
Zusätzlich betreiben Funkamateure hier eine Relaisstation für Amateurfunk-Fernsehen. Außerdem trägt er Sendeantennen zur Abstrahlung des UKW-Programms Deutschlandfunk (DLF) auf 102,2 MHz mit 94 kW ERP. Eine zukünftige Nutzung zur Verbreitung von DVB-T-Programmen ist nach Montage einer entsprechenden Antenne auf der Spitze prinzipiell möglich, wurde aber aus Kostengründen nicht durchgeführt.